# .22 Remington Automatic
El .22 Remington Automatic (también conocido como .22 Remington Auto y ocasionalmente .22 Rem Auto ) es un cartucho de rifle de percusión anular estadounidense de .22 pulgadas (5,6 mm).
Fue Introducido al mercado para operar en el rifle semiautomático Remington Model 16 en 1916, y nunca se usó en ninguna otra arma de fuego ya que no se alojaba adecuadamente en otras armas de percusión anular .22, incluyendo la munición .22 Winchester Automatic, con el objeto de evitar el uso de cartuchos de pólvora negra, que todavía eran populares cuando apareció por primera vez, se usaran en el Modelo 16, lo que provocó que los residuos de pólvora obstruyeran rápidamente la acción y dejaran el arma inoperable.
La potencia del .22 Remington Auto es comparable al .22 Long rimfire, y aunque dispara una bala más pesada, no ofrece una ventaja de rendimiento con respecto al .22 Long o al .22 Long Rifle . Tampoco es tan preciso ni tan efectivo como el .22 LR.